# 亞歷山德里夫卡 (亞歷山德里夫卡市鎮)

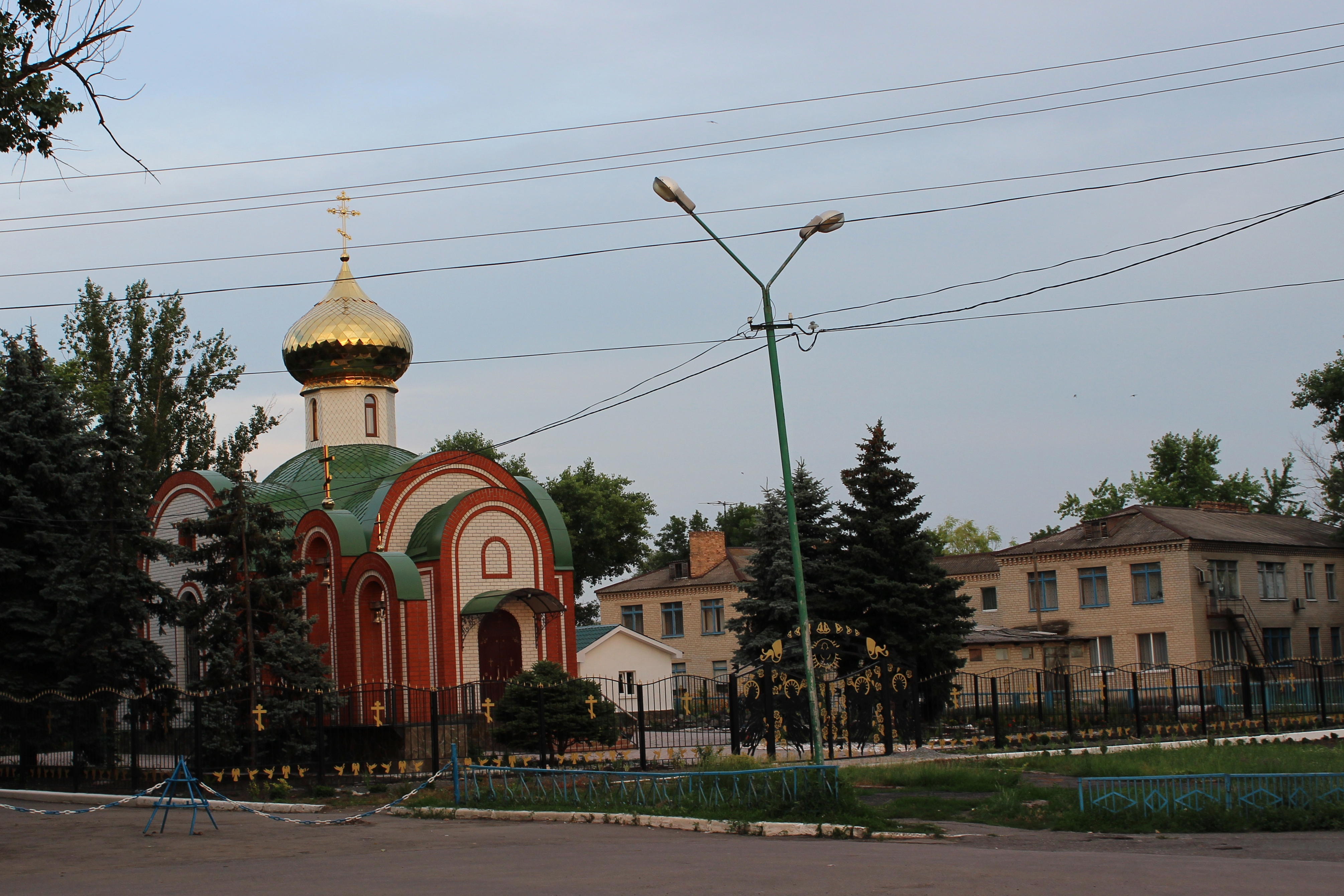
当地教堂

亚历山德里夫卡（羅馬化：Oleksandrivka）是烏克蘭東部頓涅茨克州克拉马托尔斯克区亚历山德里夫卡市镇内的市級鎮及其行政中心，亦曾為亞歷山德里夫卡區於2020年被撤消前的行政中心。處於薩馬拉河畔。始建於1762年，2011年人口3,796。